# Cyprinodon bifasciatus
Cyprinodon bifasciatus är en fiskart som beskrevs av Miller, 1968. Cyprinodon bifasciatus ingår i släktet Cyprinodon och familjen Cyprinodontidae. IUCN kategoriserar arten globalt som livskraftig. Inga underarter finns listade i Catalogue of Life.